# Miguel Ángel Berna
Miguel Ángel Berna (Zaragoza, 10 de agosto de 1968) es un bailarín y coreógrafo español, fundador de su propia compañía Danza viva. Es internacionalmente conocido por impartir clases magistrales en lugares como Madrid, o en el City Center de Nueva York, y por sus giras por países europeos, asiáticos y americanos.

## Biografía y obra
Miguel Ángel Berna comenzó a bailar la danza propia de su comunidad, la jota, cuando tenía 8 años, formándose junto con otras disciplinas dancísticas, como el ballet clásico con Emilia Baylo, la danza contemporánea y el flamenco, en su ciudad natal: Zaragoza. 
En el año 1990 fundó su propia compañía con el nombre de "Danza viva". En 1999 presentó en el Festival Madrid en Danza su nuevo espectáculo Rasmia en el Círculo de Bellas Artes de Madrid. A raíz de su éxito en Madrid preparó Percusión percusión, que estrenó en el Teatro Principal de Zaragoza en junio del 2000.
Realizó diversas giras por países como Japón, Cuba, Estados Unidos, Francia, Grecia, Reino Unido o España, entre otros.
Colaboró con el director Carlos Saura en varias películas y documentales: Iberia en 2005;Sinfonía de Aragón realizado para su proyección en el pabellón de Aragón en la Exposición Internacional de Zaragoza 2008; Jota de Saura, presentada en el Festival de Toronto en agosto de 2016.
Entre sus espectáculos más destacados, se encuentran:
- Rasmia
- Percusión percusión
- Solombra
- Tierra de dragón
- Mudéjar
- Encuentros
- Amares
- Goya
- Berna se escribe con Jota
- Bailando mi tierra
- Mediterráneo
- Buñuel del deseo
- Hambre
- Rematadera

En el año 2010 la editorial Luna Nueva Estudio editó el libro-Cd Miguel Ángel Berna se escribe con Jota escrito por Ana Rioja, en el cual se repasa la biografía de Berna así como la música más representativa de sus espectáculos. En el estreno del espectáculo Bailando mi tierra en diciembre de 2011, se presentó el DVD Berna se escribe con Jota grabado en directo el año anterior en el Teatro Principal de Zaragoza.
En diciembre de 2023 anunció su despedida de los escenarios con su espectáculo Rematadera, que interpretó a lo largo del año 2024 en escenarios de todo Aragón.

## Premios y Reconocimientos
- 1985 - Primer Premio de baile del Certamen Oficial de Jota del Ayuntamiento de Zaragoza, con su pareja de baile Ana Cristina Araíz.[8]
- 1990 - Premio al Bailarín Sobresaliente, en el II Certamen de Danza Española y Flamenco del Teatro Albéniz de Madrid por su coreografía "Entre dos".[1]

- 2000 - Primer Premio de Coreografía, IX Certamen Coreográfico de Danza Española y Flamenco del Teatro Albéniz de Madrid por "La templanza".[1]

- 2017 - Hijo predilecto de Zaragoza.[9]
- 2020 - Premiado en la XI Gala de Premios Fundación Carlos Sanz, que "reconoce la labor de quienes han colaborado y contribuido a lo largo del año para avanzar en los diferentes proyectos [...] en la donación de órganos."[10]
- 2025 - Premio Ciudad de Zaragoza al Mérito Cultural, en la categoría Cultura Tradicional.[11][12]